# Vladimir Dolgov
Vladimir Dolgov (n. 11 mai 1960, Harkov, RSS Ucraineană, URSS – d. 10 ianuarie 2022, Carolina de Nord, SUA) a fost un înotător ce a reprezentat Uniunea Republicilor Sovietice Socialiste, medaliat olimpic. A participat la o ediție a Jocurilor Olimpice (1980) în care a câștigat o medalie de bronz.

## Participări
Lista de mai jos prezintă principalele competiții la care a participat Vladimir Dolgov de-a lungul carierei.
- swimming at the 1980 Summer Olympics – men's 100 metre backstroke[*]